# Chondria armata
Espèce
Chondria armata est une espèce d'algues rouges de la famille des Rhodomelaceae. 
Au Japon, on la connaît sous le nom de hanayanagi ou doumoi et on en extrait l'acide domoïque utilisé en tant qu'anti-helmintique à Tokunoshima dans la préfecture de Kagoshima.